# Gija Kantscheli

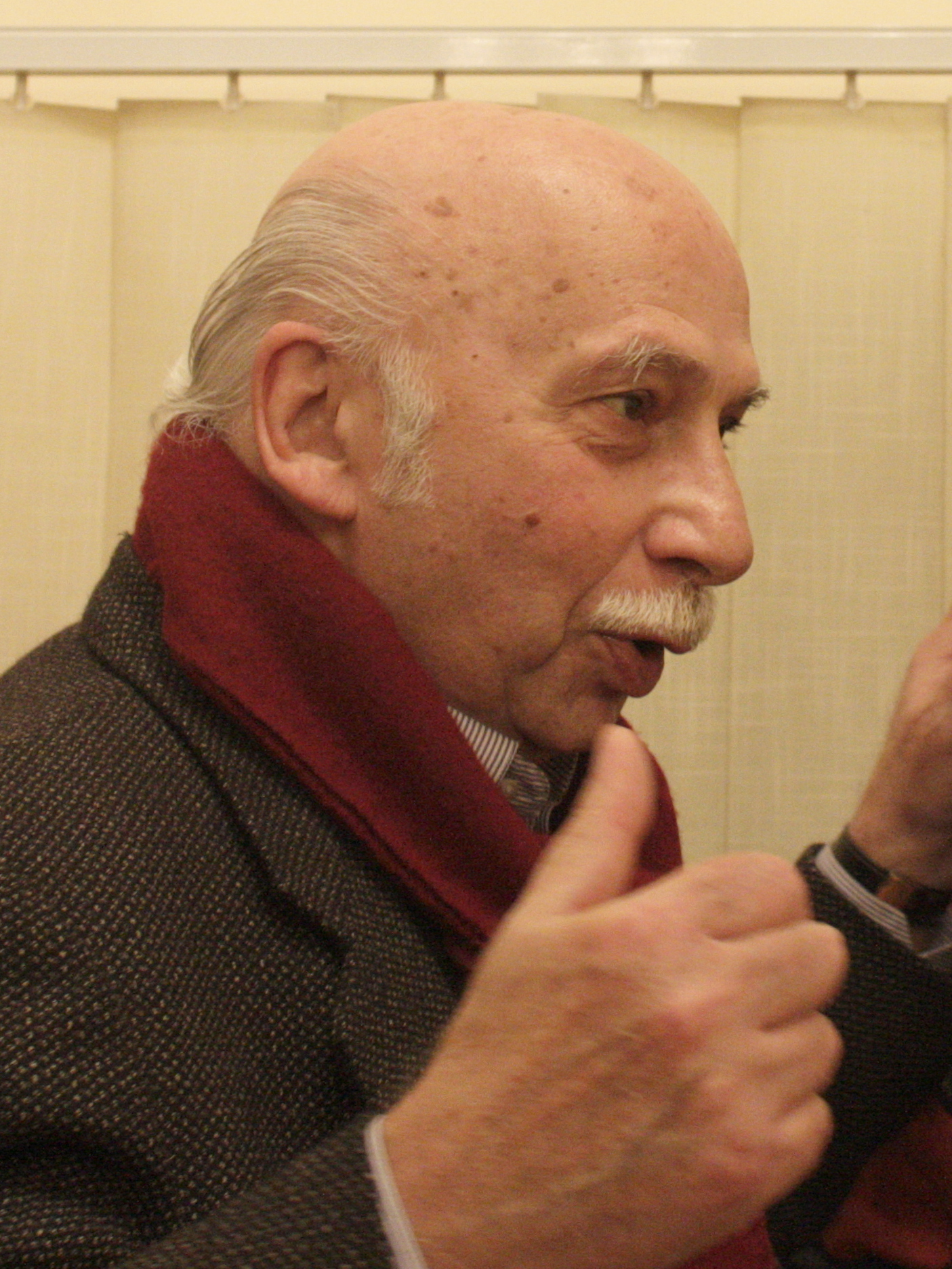
Gija Kantscheli (2010)

Gija Alexandrowitsch Kantscheli (georgisch გია ყანჩელი/Gia Qantscheli, russisch Ги́я Алекса́ндрович Канче́ли, engl. Transkription Giya Alexandrovich Kancheli; * 10. August 1935 in Tiflis; † 2. Oktober 2019 ebenda) war ein georgischer Komponist.

## Leben
Kantscheli wurde als Sohn eines Arztes geboren. Er studierte zunächst Geologie, bevor er 1959 an das Staatliche Konservatorium Tiflis wechselte. Dort studierte er bei Iona Tuskia Komposition. Anschließend arbeitete er als freischaffender Komponist, komponierte Film- und Bühnenmusik.
Ab 1966 arbeitete er mit dem Chefregisseur des Staatlichen Akademischen Rustaweli-Theaters in Tiflis, Robert Sturua. Aufsehen erregte seine Musik für eine moderne Shakespeare-Inszenierung. 1971 wurde er musikalischer Leiter der Bühne, auf diesem Posten arbeitete er rund zwei Jahrzehnte. Von 1971 bis 1978 arbeitete er zudem als Lehrer für Komposition am Staatlichen Konservatorium Tiflis. Von 1984 bis 1989 war er Vorsitzender der Georgischen Komponistenunion.
1991 verließ Kantscheli Georgien. Seitdem lebte er bis zu seinem Tod in Westeuropa. Zwischen 1991 und 1992 wohnte er auf Einladung des Deutschen Akademischen Austauschdienstes (DAAD) in Berlin. 1995 wechselte er als Komponist zur Königlich Flämischen Philharmonie nach Antwerpen. Seit 1996 lebte er freischaffend in Belgien.
Gija Kantscheli starb am 2. Oktober 2019 mit 84 Jahren in Tiflis. Er war verheiratet und hatte zwei Kinder.

## Leistungen
Kantscheli komponierte bereits in seiner Studentenzeit Pop und Chansons. Zwischen 1967 und 1986 schrieb er sieben Symphonien und erwarb sich den Ruf eines Avantgardisten. Die Oper Musik für die Lebenden wurde 1984 in Tiflis uraufgeführt. Er komponierte Musik zu zahlreichen Filmen und Schauspielen, darunter zu Blaue Berge oder Eine unwahrscheinliche Geschichte (Eldar Schengelaja, 1984) und zu Der Kuss des Bären (Sergei Bodrow sen., 2002), sowie zu vielen Filmen des georgischen Regisseurs Georgi Danelija. Ab 1971 entstand Musik zu Theaterstücken wie Der kaukasische Kreidekreis von Bertolt Brecht (1975) und Richard III. von William Shakespeare (1979).
Kantschelis Kompositionen verbinden moderne Elemente wie Cluster mit archaisierenden Melodiebögen und weisen meistens eine Atmosphäre auf, die von tiefer Trauer geprägt ist und empathisch von „der Nachtseite des menschlichen Lebens“ erzählt.
Im Begleitheft zur 2015 von dem Musiklabel ECM Records veröffentlichten CD Chiaroscuro erläutert Kantscheli, dass er nicht an die Illusion glaube, dass Schönheit die Welt retten könne, und er nur für sich selber komponiere. Die Werke Chiaroscuro und Twilight des Tonträgers, eingespielt vom Kammerorchester Kremerata Baltica und Patricia Kopatchinskaja sowie Gidon Kremer an den Violinen, wurden in einer Kritik der Zeit demgemäß als „höchst intime Selbstgespräche“ beschrieben, „mit denen Kancheli unsere Realität als fatale, kaum mehr erlösbare Weltgeschichte reflektiert“.

## Werke
- Symphonien
  - Symphonie Nr. 1 (1967)
  - Symphonie Nr. 2 Liedgesänge (1970)
  - Symphonie Nr. 3 (1973)
  - Symphonie Nr. 4 In memoria di Michelangelo (1974)
  - Symphonie Nr. 5 Zum Gedenken an meine Eltern (1977)
  - Symphonie Nr. 6 (1978–80)
  - Symphonie Nr. 7 Epilog (1986)
- Andere Orchesterwerke
  - Konzert für Orchester (1961)
  - Vom Winde beweint, Liturgie für Orchester mit Bratschensolo (1989)
  - Trauerfarbenes Land (1993)
  - Abii ne viderem für Altflöte (Viola), Klavier, Bassgitarre und Streichorchester (1992/93)
  - A la Duduki für Blechbläserquintett und Orchester (1995)
  - Lament, Trauermusik in Gedenken an Luigi Nono für Violine, Sopran und Orchester (1995)
  - Violoncellokonzert (1995)
  - Simi (Freudlose Gedanken) für Violoncello und Orchester (1995)
  - Diplipito für Violoncello, Countertenor und Orchester (1997)
  - Styx für Viola, Chor und Orchester (1999)
  - Broken Chant, Doppelkonzert für Oboe, Violine und Orchester (für Batiashvili-Leleux) (2007/08)
  - Filmmusik, u. a. für Kin-dsa-dsa! (1986) und dessen Zeichentrick-Remake Ku! Kin-dsa-dsa (2013)
  - Letters to friends für Violine und Streichorchester (2016/2018)
- Bühnenwerke
  - Hanumas Streiche, Musikalische Komödie (1968)
  - Der kaukasische Kreidekreis (Brecht), Musikalische Komödie (1975)
  - Musik für die Lebenden, Oper (1982)
  - Schauspielmusik
- Kammermusik
  - Streichquartett Night prayers (1992)
  - Exil nach Texten von Paul Celan, Hans Sahl und aus dem Alten Testament für Sopran und Kammerensemble (1994)
  - Magnum Ignotum für Bläserensemble, Kontrabass und Tonband (1994)
  - Caris Mere für Sopran und Viola (1994)
  - Valse Boston für Klavier und Streicher (1996)
  - Klavierquartett In l’istesso tempo (1997)
  - Twilight für zwei Violinen (2004)
  - Streichquartett Chiaroscuro (2010)
- Filmmusik
  - Einige Interviews zu persönlichen Fragen (Neskolko interwju po litschnym woprossam) (1978)
  - Kin-dsa-dsa! (1986)
  - Ku! Kin-dsa-dsa (2013)

## Auszeichnungen
- 1980 Volkskünstler der Georgischen SSR
- 1988 Volkskünstler der UdSSR